# NGC 5374
NGC 5374 (również PGC 49650 lub UGC 8874) – galaktyka spiralna z poprzeczką (SBbc), znajdująca się w gwiazdozbiorze Panny. Odkrył ją William Herschel 12 maja 1793 roku. Jest zaliczana do radiogalaktyk.
W galaktyce tej zaobserwowano supernowe SN 2003bl i SN 2010do.